# Крамаренко, Борис Григорьевич
Борис Григорьевич Крамаренко (род. 1 ноября 1955, Ашхабад) — советский борец классического стиля, бронзовый призёр олимпийских игр, чемпион мира, неоднократный чемпион и призёр чемпионатов СССР, победитель 3 международных турниров. Заслуженный мастер спорта (1978).

## Биография
Родился в 1955 году в Ашхабаде.
С 1962 по 1968 год учился в средней школе № 19 Ашхабада, с 1968 по 1972 в школе № 45.
Начал занятия борьбой в 1967 году. В 1972 году выполнил норматив мастера спорта СССР, в 1977 мастера спорта международного класса. Выступив на чемпионате СССР 1976 года, остался вторым.
Окончил Туркменский государственный университет, факультет физического воспитания (1972—1976). После окончания университета был призван на военную службу, перешёл в СКА и переехал в Ростов-на-Дону.
В 1978 году одержал победу на чемпионате мира. В 1980 году выиграл чемпионат СССР и был включён в олимпийскую команду. На Летних Олимпийских играх 1980 года в Москве боролся в весовой категории до 62 килограммов. Победитель определялся по минимальному количеству штрафных баллов, которые приносили все результаты в схватках, кроме чистой победы. Спортсмен, получивший до финальных схваток 6 штрафных баллов, выбывал из турнира с тем исключением, что не выбывал после победы в схватке. После того, как оставалось три или менее борцов, они разыгрывали между собой медали, при этом штрафные очки, набранные в предварительных схватках шли в зачёт.
В схватках:
- в первом круге со счётом 19-1 победил Ивицу Фргича (Югославия);
- во втором круге не участвовал;
- в третьем круге победил на 9-й минуте Михала Вейсада (Чехословакия) ввиду дисквалификации противника;
- в четвёртом круге на 8-й минуте проиграл Иштвану Тоту (Венгрия) ввиду собственной дисквалификации и получил 4 штрафных балла;
- в пятом круге со счётом 6-3 проиграл Стелиосу Мигиакису (Греция), получил 3 штрафных балла и к финальным схваткам уже обеспечил себе третье место.

На настоящее время на тренерской работе, возглавляет секцию борьбы в кадетском корпусе Ростова-на-Дону.
Награждён медалью «За трудовое отличие». В Ростове-на-Дону проводится ежегодный детский турнир на призы Бориса Крамаренко.